# 仮想仕事の原理
仮想仕事の原理（かそうしごとのげんり、英: principle of virtual work）とは、力学におけるエネルギー原理の一つで、「ひとつの物体が複数の力の影響下で釣り合っているとき、その物体が十分小さい仮想変位を受けるときはその力のする仕事は 0 であり、逆もまた真である。もし十分小さい仮想変位中に、この力のなす仕事が 0 であれば、それらの力の影響を受ける物体は釣り合っている」という原理である。大雑把に言えば、仮想的な変位に対して、外力のなす仕事と内力のなす仕事が等しくなることである。
詳細に言うと、（力学的境界でのつりあい条件を含む）静的なつりあい方程式を満たす内力（連続体では応力、離散系では部材力など）と外力の対を静力学的可容とし、（変位境界での変位条件を含む）変位－変形関係式を満たす変位と変形（連続体ではひずみ、離散系では伸びなど）の対を運動学的可容としたとき、静力学的可容系の外力と運動学的可容の変位の積和（これを仮想外力仕事ということもある）と、静力学的可容の内力と運動学的可容系の変形の積和（これを仮想内力仕事ということもある）はつねに等しくなることをいう。静力学的可容系と運動学的可容系は互いに独立であって、両者に力学的な相互関係は不要であるため、仮想仕事の原理は材料の物性（構成式）に無関係に成立する。
1725年ごろにヨハン・ベルヌーイが創始したとされる。ヨハンの子ダニエルとダニエルの弟子オイラーが材料力学へ適用した。その後、カスチリアノの定理、マクスウェル・ベティの相反作用の定理、マクスウェル・モールの変形適合式などがベルヌーイの仮想仕事の原理の流れを引く研究成果としてある。
一般に仮想仕事の「原理」と呼ぶことが多いが、証明なしに成り立つという意味での原理ではない。実際、つりあい方程式に運動学的可容の変位を乗じて部分積分をするか、あるいは変位－変形関係式に静力学的可容の内力を乗じて部分積分をすることにより導出されるものである。前者の方法で導いた場合は仮想変位の原理、一方、後者の方法で導いた場合は仮想荷重の原理と呼ばれることがある。それぞれはつりあい方程式および変位－変形関係式の弱形式でもある。
有限要素法などを用いた構造物の数値解析においては、力のつりあい方程式の代用として用いられる。具体的には、最小ポテンシャルの原理から弱形式を導くことで仮想仕事の原理の形が現れる。

## 仮想仕事式
連続体において仮想仕事の原理は次の仮想仕事式で表される。左辺は仮想内力仕事を、右辺第1項は仮想外力仕事のうち表面力によるものを、第2項は体積力によるものをそれぞれ表している。
{\displaystyle \int _{B_{t}}{\boldsymbol {\sigma }}:\delta {\boldsymbol {\epsilon }}\,dv=\int _{\partial B_{t}^{\sigma }}{\boldsymbol {t}}^{0}\cdot \delta {\boldsymbol {u}}\,ds+\int _{B_{t}}\rho {\boldsymbol {g}}\cdot \delta {\boldsymbol {u}}\,dv}
または
{\displaystyle \int _{B_{t}}\sigma _{ij}\delta \epsilon _{ij}\,dv=\int _{\partial B_{t}^{\sigma }}t_{i}^{0}\delta u_{i}\,ds+\int _{B_{t}}\rho g_{i}\delta u_{i}\,dv}
ただし
- 積分領域
  - Bt ：現在時刻t における物体がある領域
  - ∂Btσ ：荷重境界。Bt の境界∂Bt のうち、境界条件が荷重で与えられている部分
- 力
  - σ, σij ：応力テンソル
  - t0, ti0 ：荷重境界上における表面力ベクトル。境界の法線ベクトルをn, nj として、t = σn, ti = σij nj
  - ρg, ρgi ：重力などの体積力ベクトル
- 仮想変位
  - δu, δui ：仮想変位ベクトル。変位境界（∂Btu = ∂Bt ∖ ∂Btσ ）上でδu = 0, δui = 0 を満たす。
  - δε, δεij ：仮想変位に対応する仮想ひずみテンソル

である。
仮想仕事式は、仮想変位を仮想速度に置き換えても同様の式が成り立つ。